# Cestrum auriculatum
Cestrum auriculatum ist eine Pflanzenart aus der Gattung der Hammersträucher (Cestrum) in der Familie der Nachtschattengewächse (Solanaceae).

## Beschreibung
Cestrum auriculatum ist ein schlanker, verzweigter Strauch mit einer Höhe von einem bis einige Meter. Mit Ausnahme des feinflaumigen Blütenstands, der Zweige und Blüten ist der Rest des Strauches unbehaart. Die Blattstiele sind 1 bis 1,5 Zentimeter lang, sind an der Basis oftmals zweifach geöhrt. Die Öhrchen sind mondförmig und genauso lang oder deutlich kürzer als die Blattstiele. Die Blattspreiten haben eine langgestreckt-eiförmige oder langgestreckt-lanzettliche Form, werden etwa 10 cm lang und sind vorne leicht zugespitzt sowie an der Basis leicht verengt.
Die Blütenstände stehen endständig oder in den Achseln, sie können aufsitzend oder nur kurz bestielt sein, werden etwa 2,5 cm lang und sind gelblich bis grün gefärbt mit schwarzen oder rotbraunen Obertönen. Der Kelch ist unbehaart bis kaum behaart, wird knapp 2 Millimeter lang und vergrößert sich nach oben. Er ist mit feinen Kelchzähnen besetzt. Die oftmals leicht behaarte Krone ist fadenförmig, nach vorn hin verbreitert sie sich. Die Staubblätter stehen auf 1,5 bis 3 Millimetern frei, sind bis auf den Bereich, in dem sie miteinander verwachsen sind, unbehaart.
Die Früchte sind fleischig und bei Reife schwarz gefärbt.

## Nutzung
Cestrum auriculatum wird in der peruanischen Kräutermedizin verwendet. Als Bestandteil der „Hierba santa“ wird sie dazu verwendet, um Symptome wie Kopfschmerzen, Fieber, Hämorrhoiden und Rheuma zu behandeln. Zudem hat sie eine entzündungshemmende Wirkung.

## Wirkstoffe
Cestrum auriculatum enthält Steroidal-Saponine, Nicotiflorin, Rutin, Ursolsäure und β-Sitosteryl-Glucoside. Diesen Stoffen kann zum Teil die entzündungshemmende Wirkung zugeschrieben werden.